# 吴佩松
吴佩松（英語：Daniel Goh Peh Siong，1973年—）是一名新加坡社會學家、新加坡工人黨前黨員、新加坡國立大學社會學教授，曾擔任國會非選區議員。畢業於聖若瑟書院、新加坡國立大學社會學系，2005年從密歇根大學取得博士學位。研究興趣包括政治社會學、地理社會學、文化研究和多元種族研究。